# Extremismo violento
El extremismo violento se refiere a las creencias y acciones de las personas que apoyan o utilizan la violencia ideológicamente motivada para imponer sus objetivos  ideológicos, religiosos o políticos radicales. Los puntos de vista extremistas violentos pueden exhibirse a lo largo de una serie de temas, incluyendo la política, la religión y las relaciones de género. Ninguna sociedad, comunidad religiosa o cosmovisión es inmune al extremismo violento. Aunque la "radicalización" es un término controvertido para algunos, ha llegado a ser utilizado para definir el proceso a través del cual un individuo o un grupo considera la violencia como un medio de acción legítimo y deseable. El pensamiento radical que no condona el ejercicio de la violencia para promover objetivos políticos puede ser visto como normal y aceptable, y promovido por grupos que trabajan dentro de los límites de la ley. A menudo se utiliza como nombre en clave para el terrorismo islámico.

## Causas
No hay un perfil o camino único para la radicalización, ni siquiera la velocidad a la que ocurre. El nivel de educación tampoco parece ser un indicador fiable de la vulnerabilidad a la radicalización. Sin embargo, se ha establecido que existen factores socioeconómicos, psicológicos e institucionales que pueden llevar al extremismo violento. Los especialistas agrupan estos factores en tres categorías principales: factores de empuje, factores de atracción y factores contextuales.

### Factor de empuje
Los "factores de empuje" conducen a los individuos al extremismo violento, como: marginación, desigualdad, discriminación, persecución o su percepción; acceso limitado a una educación de calidad y pertinente; la negación de derechos y libertades civiles; y otros agravios ambientales, históricos y socioeconómicos.

### Factor de atracción
Los "factores de atracción" alimentan el atractivo del extremismo violento, por ejemplo: la existencia de grupos extremistas violentos bien organizados con discursos convincentes y programas eficaces que proporcionan servicios, ingresos y/o empleo a cambio de la afiliación. Los grupos también pueden atraer a nuevos miembros ofreciendo salidas para las quejas y la promesa de aventura y libertad. Además, estos grupos parecen ofrecer consuelo espiritual,"un lugar al que pertenecer" y una red social de apoyo.

### Factor contextual
Factores contextuales que propician un terreno favorable a la aparición de grupos extremistas violentos, tales como: los Estados frágiles, la falta de estado de derecho, la corrupción y la criminalidad.

## Indicios de una posible radicalización
Los siguientes comportamientos en combinación han sido identificados como signos de potencial radicalización:
- Una ruptura repentina con la familia y amistades de larga data.
- Abandono escolar repentino y conflictos con la escuela.
- Cambio de comportamiento relacionado con la alimentación, la ropa, el lenguaje o las finanzas.
- Cambios en las actitudes y comportamientos hacia los demás: comentarios antisociales, rechazo a la autoridad, rechazo a interactuar socialmente, signos de abstinencia y aislamiento.
- Visualización regular de sitios de Internet y participación en redes sociales que permiten puntos de vista radicales o extremistas.
- Referencia a teorías apocalípticas y de conspiración.

## Prevención de la radicalización; desradicalización

Dimensiones claves para impedir extremismo violento

El papel de la educación en la prevención del extremismo violento y en la desradicalización de los jóvenes no ha sido aceptado hasta hace poco a nivel mundial. Un paso importante en esta dirección fue el lanzamiento, en diciembre de 2015, del Plan de Acción para Prevenir el Extremismo Violento del Secretario General de las Naciones Unidas, que reconoce la importancia de una educación de calidad para abordar los factores que impulsan este fenómeno.
El Consejo de Seguridad de las Naciones Unidas también hizo hincapié en este punto en sus Resoluciones 2178 y 2250, en las que destaca en particular la necesidad de "una educación de calidad para la paz que dote a los jóvenes de la capacidad de participar de manera constructiva en estructuras cívicas y procesos políticos inclusivos" y exhortó a "todos los agentes pertinentes a que consideren la posibilidad de instituir mecanismos para promover una cultura de paz, tolerancia, diálogo intercultural e interreligioso que impliquen a los jóvenes y desalienten su participación en actos de violencia, terrorismo, xenofobia y todas las formas de expresión”.
La educación ha sido identificada como un medio de prevención de la radicalización y el extremismo violento a través de:
- Desarrollar las habilidades de comunicación e interpersonales que necesitan para dialogar, enfrentar el desacuerdo y aprender enfoques pacíficos para el cambio.
- Desarrollar el pensamiento crítico para investigar las reivindicaciones, verificar los rumores y cuestionar la legitimidad y el atractivo de las creencias extremistas.
- Desarrollar la resiliencia para resistirse a las narrativas extremistas y adquirir las habilidades socio-emocionales que necesitan para superar sus dudas y comprometerse constructivamente en la sociedad sin tener que recurrir a la violencia.
- Promover ciudadanos críticamente informados y capaces de comprometerse constructivamente en una acción colectiva pacífica.

La UNESCO ha hecho hincapié en la Educación para la Ciudadanía Mundial (GCED) como un nuevo enfoque de la educación que se centra en el desarrollo de los conocimientos, las aptitudes, los valores y las actitudes de los educandos con miras a su participación activa en el desarrollo pacífico y sostenible de sus sociedades. La GCED tiene como objetivo inculcar el respeto por los derechos humanos, la justicia social, la igualdad de género y la sostenibilidad ambiental, valores fundamentales que contribuyen a elevar las defensas de la paz contra el extremismo violento.

## Disparidad de género
El extremismo violento es indiscutiblemente un fenómeno de género. De hecho, aunque cada vez se informa más de que las mujeres desempeñan un papel activo en las organizaciones extremistas violentas y en los ataques como atacantes y partidarios[cita requerida], los hombres siguen siendo con más frecuencia los autores de actos violentos extremistas y, por lo tanto, los blancos de las campañas de reclutamiento.[cita requerida]